# Fempress
Fempress fue una agencia de información fundada en 1981 en México de ámbito latinoamericano, que ofrecía un servicio de prensa gratuito con información sobre la mujer a medios de comunicación sensibles (diarios y revistas) al tema. También publicó la revista mensual, mujer/Fempress de 1981 hasta el año 2000. En 1993 lanzó además un Servicio Informativo Radiofónico de la Mujer para América Latina, un casete de noventa minutos con notas informativas y artículos locutados, cuya información era transmitida por 450 programas de radio de la región.
La agencia fue fundada por las periodistas chilenas exiliadas en México Adriana Santa Cruz, directora de la revista y Viviana Erazo integrantes del movimiento feminista en Chile que se exiliaron a México a causa de la dictadura de Pinochet. La agencia contaba con una red de corresponsalías en 15 países de América Latina. Con los años, la oficina se trasladó a Santiago de Chile. Funcionó durante casi 20 años. Desapareció en el año 2000.

## Contexto
En 1975 se celebra en México la Conferencia Mundial de la Mujer y el Año Internacional de la Mujer.
La agenda mediática y las grandes empresas de comunicación perseveran los estereotipos  y juicios de valor encargados de sostener la idea de inferioridad femenina frente a lo masculino.  El incipiente movimiento de mujeres en América Latina sin acceso a los medios de comunicación tradicionales.
Fempress se inició como boletín informativo y más tarde se convirtió en revista mujer/Fempress
Es considerada la primera revista de este tipo con distribución en la mayoría de países latinoamericanos.

## Red de corresponsales
La red de comunicadoras corresponsales estaba formada por mujeres de 15 países de América Latina. Contaba con corresponsales permanentes en. Argentina (Ana María Amado), Costa Rica (Alda Facio), Perú, Brasil (María José de Lima), Bolivia (Magali Vega), Colombia (Socorro Ramirez), Dominicana (Margarita Cordero), (Ángela Hernández), Uruguay (Carmen Tornaría), Paraguay, Ecuador (Dolores Padilla) (Alexandra Ayala), Venezuela, Colombia, Costa Rica, Paraguay (Verónica Rossato) Perú (Ana María Portugal) Puerto Rico (Norma Valle), México (Berta Hiriart), República Dominiciana y Venezuela (Helena Salcedo). Esta red, además de elaborar la información, realizaba formación.

## Tirada
Según su directora, Adriana Santa Cruz, la tirada inicial de la revista mensual mujer/Fempress fue de 200 ejemplares y en 1997 era de 5.000 ejemplares. La revista se publicaba en español pero, anualmente se publicaba una edición con una selección de artículos en portugués.

## Temas
Derechos de las mujeres, participación política, legislación, salud, la violación, la planificación familiar, la maternidad, el racismo, la educación el periodismo y los medios de comunicación, la prostitución, la teología, feminismos fin de siglo, etc.
Publicó especiales temáticos sobre Violencia en los medios, La mujer y el humor, Los miedos de las mujeres, Igualdad y derecho, Mujeres negras latinoamericanas, Mujer y hábitat entre otros. En 1999 publicó el especial "Feminismos fin de siglo. Una herencia sin testamento" con las firmas de François Collin, Diana Bellesi, Celia Amorós, Ilda Dominijanni, Sonia Montecino, Haydeé Birgin, Marta Lamas, Gina Vargas, Sonia A. Alvarez, Alessandra Bochetti, Lidia Falcón, Alda Facio, Virginia Guzmán, Judith Astelarra, Jacqueline Pitanguy, Kate Young, Line Barreiro, Nea Filgueira, Marcela Lagarde.

### El abc del periodismo no sexista
Entre las publicaciones más destacadas se encuentra el manual "El abc del periodismo no sexista" (1996) No basta con hacer, hay que comunicar se plantea como consigna en el manual elaborado por Norma Valle, corresponsal en Puerto Rico, Berta Hiriart corresponsal en México y Ana María Amado, corresponsal en Argentina. El manual recoge los acuerdos sobre la mujer y los medios de comunicación de la Cuarta Conferencia Mundial sobre la Mujer celebrada en Beijing en 1995 y recuerda las recomendaciones y medidas que deben adoptarse. El manal fue pionero.
El documento menciona también el Manifiesto por un Cine No Sexista elaborado por las mujeres cineastas en el Encuentro de Utrecht de 1977 y realiza recomendaciones prácticas para combatir el sexismo en los medios. Entre los ejercicios prácticos plantea la llamada "regla de la inversión" que consiste en cambiar "mujer" por "varón", "esposa" por "marido". "Si después de la invesrsión todo queda más o menos igual, puede asegurarse que no hay sexismo. Si, por el contrario, aparece algo raro o chocante, la luz roja de alarma se ha encendido y debe analizarse nuevamente la situación directa a esta nueva luz. Casi siempre se encontrará como resultado final una situación sexista." señala el manual. También responde a "Qué es el sexismo y cómo nos afecta" y recupera la historia de la lucha contra el sexismo en los medios de comunicación, además de cuestionar los estereotipos.
También menciona a las primeras mujeres periodistas: Juana Rouco Buela, en Argentina, fundó La Nueva Senda, en 1909; Carolina Freyre, en Bolivia, El Album, en 1889; Ofelia Uribe , en Colombia, Agitación Femenina, c. 1930; Carmela Jeria, en Chile, La Alborada, 1905; Zoila Ugarte, en Ecuador, La Mujer, 1905; Avelina Correa, en Cuba, El Album, 1892; Ana Roqué en Puerto Rico, La Mujer, 1893; Juana Belén Gutiérrez, en México, Vesper, 1901; María Collazo, en Uruguay, La Batalla, 1915; y Carmen Clemente Travieso, en Venezuela, Cultura de la Mujer, 1937 (ver mujer/fempress, Especial Precursoras del Feminismo, 1991).

## Publicaciones
- Feminismos fin de siglo. Una herencia sin testamento. Fempress especial, 1999